# Rajd Polski 1955
Rajd Polski 1955 (16. Ogólnopolski Raid Samochodowy) – 16. edycja rajdu samochodowego Rajd Polski rozgrywanego w Polsce. Rozgrywany był od 15 lipca do 20 lipca 1955 roku. Rajd był trzecią rundą Rajdowych samochodowych mistrzostw Polski w roku 1955. Podczas tego rajdu nie prowadzono klasyfikacji generalnej, ostateczne wyniki były podane tylko w odpowiednich klasach.

## Wyniki końcowe rajdu[1]
Klasa III-IX S
| Miejsce | Kierowca          | Klub        | Samochód | Punkty |
| ------- | ----------------- | ----------- | -------- | ------ |
| 1       | Grzegorz Timoszek | OM Warszawa | BMW 328  | 23,25  |

Klasa IX T
| Miejsce | Kierowca           | Klub      | Samochód     | Punkty |
| ------- | ------------------ | --------- | ------------ | ------ |
| 1       | Bolesław Majkowski | OM Gdynia | Ford de Luxe | 1,25   |
| 2       | Jerzy Lewandowski  | OM Łódź   | Chevrolet    | 2,25   |

Klasa VIII T
| Miejsce | Kierowca             | Klub         | Samochód      | Punkty |
| ------- | -------------------- | ------------ | ------------- | ------ |
| 1       | Marian Repeta        | FSO Warszawa | Warszawa M-20 | 1,50   |
| 2       | Roman Karczewski     | FSO Warszawa | Warszawa M-20 | 3,00   |
| 3       | Mirosław Snigurowicz | OM Kraków    | Warszawa M-20 | 8,75   |
| 4       | Stanisław Wierzba    | FSO Warszawa | Warszawa M-20 | 9,50   |
| 5       | Roman Czerwiński     | OM Warszawa  | Pobieda M 20  | 9,75   |
| 6       | Tadeusz Duszenko     | OM Wrocław   | Pobieda M 20  | 11,25  |

Klasa VII T
| Miejsce | Kierowca            | Klub        | Samochód      | Punkty |
| ------- | ------------------- | ----------- | ------------- | ------ |
| 1       | Jerzy Zaczeniuk     | OM Warszawa | Citroën BL 11 | 2,75   |
| 2       | Zygmunt Skoczkowski | OM Warszawa | Tatraplan     | 8,50   |
| 3       | Ludwik Kachelski    | OM Warszawa | Citroën BL 11 | 18,00  |

Klasa VI T
| Miejsce | Kierowca        | Klub        | Samochód            | Punkty |
| ------- | --------------- | ----------- | ------------------- | ------ |
| 1       | Edward Niziołek | OM Warszawa | Opel Olympia        | 1,00   |
| 2       | Jan Orodecki    | OM Warszawa | Mercedes-Benz 170 V | 9,75   |

Klasa IV-V T
| Miejsce | Kierowca         | Klub          | Samochód  | Punkty |
| ------- | ---------------- | ------------- | --------- | ------ |
| 1       | Henryk Olszewski | OM Łódź       | Skoda     | 2,50   |
| 2       | Erazm Gajewski   | OM Warszawa   | Fiat 1100 | 4,25   |
| 3       | Zygmunt Strugała | CWKS Warszawa | Skoda     | 7,25   |
| 4       | Tadeusz Dubas    | OM Kraków     | Skoda     | 7,50   |
| 5       | Alojzy Pawlak    | CWKS Warszawa | Skoda     | 9,25   |
| 6       | Walery Zagańczyk | OM Szczecin   | Skoda     | 10,00  |

Klasa III T
| Miejsce | Kierowca            | Klub        | Samochód | Punkty |
| ------- | ------------------- | ----------- | -------- | ------ |
| 1       | Jacek Dzięciołowski | OM Gdynia   | DKW      | 6,50   |
| 2       | Adam Wędrychowski   | OM Warszawa | Simca    | 14,75  |
| 3       | Janusz Jarosz       | OM Katowice | DKW      | 15,75  |
| 4       | Zbigniew Wenzlik    | OM Wrocław  | DKW      | 21,00  |
| 5       | Stefan Goński       | OM Katowice | DKW      | 21,50  |
| 6       | Piotr Mianowicz     | OM Warszawa | Fiat 500 | 21,95  |